# پال، بلژیوم
پال (به لاتین: Paal) یک منطقهٔ مسکونی در بلژیک است که در برنژان واقع شده‌است. پال ۲۳٫۵۴ کیلومتر مربع مساحت و ۱۰٬۶۵۸ نفر جمعیت دارد.